# Donnalucata
Donnalucata is een plaats (frazione) in de Italiaanse gemeente Scicli.